# Kitahimbwa
 (août 2013).
Kitahimbwa (ou Yosia, 1869-1902)  fut de 1898 à 1902 le roi omukama de Bunyoro aujourd'hui Ouganda.
Il assuma la couronne quand son père Chwa II Kabarega (en) fut exilé aux Seychelles, mais son gouvernement fut surtout sous une administration britannique.